# Franziska Zach

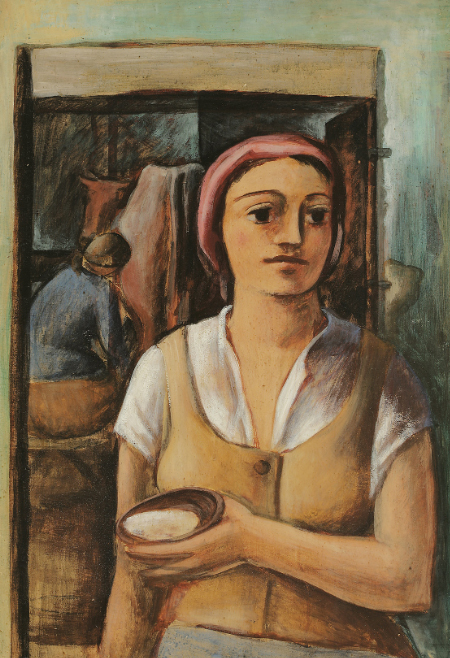
Franziska Zach: Mädchen mit Schale, Selbstporträt mit Genre-Zügen, 1926

Franziska Zach (* 8. Februar 1900 in Losenstein; † 13. Dezember 1930 in Paris) war eine österreichische Malerin, Grafikerin, Email- und Freskokünstlerin.

## Leben
Franziska Zach wuchs als Tochter des Bahnbeamten Johann Nepomuk Zach und dessen Ehefrau Antonia Zach, geb. Dückelmann, in einfachen Verhältnissen auf. Sie hatte drei Geschwister. In Folge einer Versetzung des Vaters kam die Familie nach Wien. Dort besuchte Franziska Zach zunächst die Fachschule für Textilindustrie, wechselte dann aber an die Wiener Kunstgewerbeschule. In deren allgemeiner Abteilung studierte sie von 1917 bis 1920 unter Oskar Strnad und Adolf Boehm. Anschließend besuchte sie von 1920 bis 1923 die Fachklasse für Malerei von Wilhelm Müller-Hofmann und 1923/1924 die Werkstätte für Emailarbeiten bei Josef Hoffmann. Weitere Lehrer von ihr waren Alfred Roller, Erich Mallina und Adele von Stark.
Trotz finanzieller Schwierigkeiten konnte Zach noch vor Studienende einen Brennofen erwerben und schuf damit zunächst Gefäße aus Email, später überwiegend Emailbilder. Ihre Arbeiten wurden 1925 auf der Ausstellung für Christliche Kunst der Wiener Secession und der Internationalen Kunstgewerbeausstellung in Paris gezeigt. Im Folgejahr wurde sie damit beauftragt, eine Andachtskapelle bei Heiligenblut mit Fresken auszumalen. Weitere Wandmalereien folgten.
1928 wurde Zach von Freunden nach England eingeladen, wo sie eine wohlhabende Freundin und Mäzenin kennenlernte. Diese ermöglichte ihr unter anderem einen Studienaufenthalt in Irland im gleichen Jahr. 1929 reiste Zach über Avignon nach Korsika. 1930 ließ sie sich in Paris nieder und unterhielt dort ein kleines Atelier. Sie freundete sich mit dem zu dieser Zeit ebenfalls in Paris lebenden Maler Josef Floch an. Im Pariser Herbstsalon stellte sie vier ihrer Gemälde aus.
Als Mitglied der Wiener Frauenkunst nahm Zach regelmäßig an deren Ausstellungen teil. 1929 zeigte sie als Gast Werke im Hagenbund. 1930 wurde sie für ihre in Paris entstandenen Werke mit dem Preis der Stadt Wien ausgezeichnet. Im gleichen Jahr wurde sie als außerordentliches Mitglied in den Hagenbund aufgenommen.
1930 starb Franziska Zach mit 30 Jahren in Paris, wohl an einem Magendurchbruch. Ihre von Armut geprägten Lebensumstände und die damit verbundene einseitige Ernährung könnten eine Rolle bei ihrem frühen Tod gespielt haben. Sie wurde am 30. Dezember 1930 auf dem Wiener Zentralfriedhof bestattet (Gruppe 62B, Reihe 25, Nummer 11). Ihr Grab ist inzwischen aufgelassen.

## Werk

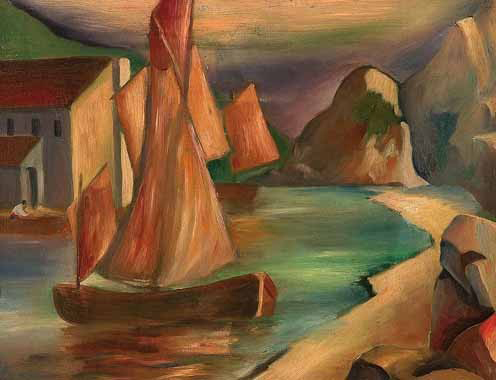
Ölgemälde Fischerboot in Bucht, 1929

Franziska Zach schuf Gefäße aus Email und Emailbilder. Sie malte Landschaften, Stillleben, Porträts, Genre- und Historienbilder sowie Fresken. Als Motiv für ihre Genrebilder diente oft die ländliche Bevölkerung. Ihre Ölgemälde sind formstreng und von sparsamer, aber wirksamer Farblichkeit. Sie zeigen Einflüsse internationaler und österreichischer Maler wie Josef Floch und Georg Merkel. Einige ihrer Werke („Kompositionen“) widmen sich im Stil zeitgenössischer französischer Malerei der Lösung figuraler Problemstellungen.
Zach gehört zu den Künstlern der Verschollenen Generation, deren Schaffen zwischenzeitlich in Vergessenheit geriet. 1993 rückte ihre Arbeit im Rahmen der Hagenbundausstellung der Österreichischen Galerie auf Schloss Halbturn wieder in den Blickpunkt der Kunstwelt. Der Verbleib eines Großteils ihrer Werke ist nicht bekannt, da sie sich im Haus ihrer Familie befanden, als dieses nach dem Zweiten Weltkrieg geplündert wurde. Von Zachs über hundert Ölgemälden blieb nur ein Dutzend erhalten. Werke befinden sich u. a. in den Sammlungen des Wien Museums, des Museums für Angewandte Kunst und des Belvedere in Wien, der Sammlung Peter Chrastek, der Albertina in Wien, der Sammlung der Nationalbank und in Privatbesitz.
Werke (Auswahl)
- Rast, 1920, Email/Kupfer
- Fresken in der Andachtskapelle an der Glocknerstraße bei Heiligenblut, 1926
- Wandmalerei im Schloss Reitenau, Steiermark
- Wandmalerei in der Villa Dr. Pelzer in Wien-Hietzing
- Mädchen mit Schale (Selbstporträt mit Zügen der Genremalerei),[8] 1926. Öl auf Karton, 67,5 × 47,5 cm
- Musizierender Hirte, 1927, Gemälde
- Porträt der Mutter, 1928
- Porträt von Franz Santifaller, 1928
- Selbstbildnis, 1928
- Die Familie, Gruppenbild, 1928
- Korsische Landschaft, 1928, Öl/Leinwand, 60,5 × 50,5 cm, signiert „Zach“
- Fischerboot in Bucht, 1929, Öl/Leinwand, 32,6 × 41 cm, signiert und datiert „F. Zach 29“
- Irische Landschaft, 1929, Öl/Leinwand, 38 × 54 cm, signiert „Zach“
- Ohne Titel, 1920er Jahre, Gouache auf Holz, 18 × 13 × 2 cm, Belvedere[9]
- Selbstbildnis, 1930
- Ausblick aus dem Wiener Atelier, 1930, Öl/Leinwand, 64 × 49 cm, signiert „Zach“
- Beim Wäscheschwemmen, 1930, Öl/Leinwand, 54 × 64 cm
- Französische Arbeiterfrau (auch: Kopf einer Arbeiterin),[10] 1930, Öl/Leinwand, 55 × 46 cm, signiert „Zach“, Historisches Museum der Stadt Wien[11]
- Komposition, Gemälde, Ausstellung „Wie sieht die Frau.“ der Wiener Frauenkunst, 1930[12]
- Stilleben mit dem roten Tuch, 1930
- Korsische Kirche, Öl/Holz, 50 × 39,8 cm, signiert „Zach“

## Ausstellungen (Auswahl)
- 1925: „Ausstellung für Christliche Kunst“, Wiener Secession
- 1925: Internationale Kunstgewerbeausstellung, Paris
- 1927: „Europäisches Kunstgewerbe“, Leipzig
- 1927: „Neuchristliche Kunst“, Glaspalast München
- 1929: Gast-Ausstellung beim Hagenbund
- 1930: „Wie sieht die Frau. III. Ausstellung des Verbandes Bildender Künstlerinnen und Kunsthandwerkerinnen Wiener Frauenkunst“, Hofburg, Terrassensäle
- 1931: „Wiener Frauenkunst mit Gedächtnisausstellung Franziska Zach“, Hagenbund
- 1993: „Die verlorene Moderne: der Künstlerbund Hagen 1900–1938“, Österreichische Galerie Wien in Schloss Halbturn (mit Katalog)
- 1999:	„Blickwechsel und Einblick: Künstlerinnen in Österreich. Aus der Sammlung des Historischen Museums der Stadt Wien“, Hermesvilla, Wien (mit Katalog)
- 2000: „Gedächtnisausstellung Franziska Zach“, Anton Hanak-Museum, Langenzersdorf
- 2000: „Franziska Zach 1900–1930 Gedächtnisausstellung“, Raiffeisenbank, Losenstein
- 2007: „Zwischen den Kriegen. Österreichische Kunst 1918–1938“, Leopold Museum, Wien
- 2014: „Hagenbund – Ein europäisches Netzwerk der Moderne (1900 bis 1938)“, Österreichische Galerie Belvedere, Wien
- 2019:	„Stadt der Frauen. Künstlerinnen in Wien von 1900 bis 1938“, Österreichische Galerie Belvedere, Wien (mit Katalog)[13]
- 2022: „Auftritt der Frauen. Künstlerinnen in Linz 1851–1950“, Nordico, Linz
- 2022: „Hagenbund. Von der gemäßigten zur radikalen Moderne“, Leopold Museum, Wien